# Integral el·líptica
En càlcul, una integral el·líptica és una funció {\displaystyle f} de la forma;
{\displaystyle f(x)=\int _{c}^{x}R\left(t,{\sqrt {P(t)}}\right)dt}
on {\displaystyle R} és una funció racional,  {\displaystyle P} és un polinomi sense arrels repetides i {\displaystyle c\in \mathbb {R} }.
La denominació integral el·líptica prové dels primers problemes on van tenir lloc aquestes integrals que van ser relacionats amb el càlcul de la longitud de segments d'el·lipse.
Les integrals el·líptiques poden veure's com a generalitzacions de les funcions trigonomètriques inverses. Les integrals el·líptiques proporcionen solucions a una classe de problemes una mica més àmplia que les funcions trigonomètriques inverses elementals, per exemple, el pèndol, el moviment del qual per a petites oscil·lacions pot representar-se per funcions trigonomètriques, però per a oscil·lacions més grans requereix l'ús de funcions el·líptiques basades en les integrals el·líptiques.

## Càlcul
Totes les integrals el·líptiques del tipus anterior es poden expressar com una suma de funcions elementals i de tres formes “bàsiques” d'integrals el·líptiques (conegudes com de primera espècie, de segona espècie i de tercera espècie). Per tal d’il·lustrar aquest fet, escrivim la integral el·líptica en la forma següent:
{\displaystyle \int {\frac {P(w,x)}{Q(w,x)}}\ dx}
En la qual {\displaystyle w}  és una funció de {\displaystyle x}, tal que https://wikimedia.org/api/rest_v1/media/math/render/svg/e8c089e90e5002149853ef25553813b8ba07e610 és un polinomi de tercer o quart grau, que conté almenys una potència imparella de {\displaystyle x}.

## Integral el·líptica de primera espècie
Una integral el·líptica de primera espècie constitueix un cas particular dins del conjunt de les integrals el·líptiques. Es distingeixen dues variants d’aquestes integrals: les completes i les incompletes. Les integrals completes depenen únicament d’una variable, mentre que les incompletes en depenen de dues.

### Integral el·líptica completa de primera espècie
La integral el·líptica completa de primera espècie {\displaystyle K} es defineix com:
{\displaystyle K(x)=\int _{0}^{\pi /2}{\frac {d\theta }{\sqrt {1-x^{2}\operatorname {sen} ^{2}\theta }}}=\int _{0}^{1}{\frac {dv}{\sqrt {(1-v^{2})(1-x^{2}v^{2})}}}}
i pot expressar-se com una sèrie de potències com
{\displaystyle K(x)={\frac {\pi }{2}}\sum _{n=0}^{\infty }\left({\frac {(2n)!}{2^{2n}(n!)^{2}}}\right)^{2}x^{2n}={\frac {\pi }{2}}\sum _{n=0}^{\infty }\left(P_{2n}(0)\right)^{2}x^{2n}}
en la qual {\displaystyle P_{n}} és el polinomi de Legendre, l'expressió anterior és equivalent a 
{\displaystyle K(x)={\frac {\pi }{2}}\left(1+\left({\frac {1}{2}}\right)^{2}x^{2}+\left({\frac {1\cdot 3}{2\cdot 4}}\right)^{2}x^{4}+\cdots +\left({\frac {(2n-1)!!}{(2n)!!}}\right)^{2}x^{2n}+\cdots \right)}
en la qual {\displaystyle n!!} denota el doble factorial.

#### Equació diferencial
L’equació diferencial associada a la integral el·líptica de primera espècie és
{\displaystyle {\frac {d}{dx}}\left(x(1-x^{2}){\frac {dK(x)}{dx}}\right)=xK(x)}
Una segona solució per a aquesta equació és {\displaystyle K\left(1-x^{2}\right)} , aquesta solució satisfà la relació
{\displaystyle {\frac {d}{dx}}K(x)={\frac {E(x)}{x(1-x^{2})}}-{\frac {K(x)}{x}}}

### Integral el·líptica incompleta de primera espècie
La integral el·líptica incompleta de primera espècie F té la definició següent:
{\displaystyle u=F(x,\varphi )=\int _{0}^{\varphi }{\frac {d\theta }{\sqrt {1-x^{2}\operatorname {sen} ^{2}\theta }}}=\int _{0}^{\operatorname {sen} \varphi }{\frac {dv}{\sqrt {(1-v^{2})(1-x^{2}v^{2})}}}=F_{x}(\varphi )}
En aquest cas el paràmetre {\displaystyle \varphi =\operatorname {am} (u)} es diu “amplitud” i si es pren x com un paràmetre. Aquesta “amplitud” és definida per la inversa de la funció anterior F. Les funcions el·líptiques de Jacobi es defineixen a partir d'aquesta amplitud.

### Transformació de Landen
La transformació de Landen permet expressar integrals el·líptiques incompletes amb un determinat paràmetre com a integrals el·líptiques  d'un paràmetre diferent. Es pot demostrar que, si definim una nova amplitud φ1 i un nou paràmetre k1, relacionades amb l'antiga amplitud φ i l'antic paràmetre k mitjançant:
{\displaystyle k_{1}={\frac {2{\sqrt {k}}}{1+k}}\qquad \tan \varphi ={\frac {\operatorname {sen} 2\varphi _{1}}{k+\cos 2\varphi _{1}}}}
Llavors existeix una relació simple entre les integrals el·líptiques incompletes associades als paràmetres(k1,φ1) y (k,φ) donada per:
{\displaystyle F(k,\varphi )=\int _{0}^{\varphi }{\frac {d\theta }{\sqrt {1-k^{2}\operatorname {sen} ^{2}\theta }}}={\frac {1}{1+k}}\int _{0}^{\varphi _{1}}{\frac {d\theta _{1}}{\sqrt {1-k_{1}^{2}\operatorname {sen} ^{2}\theta _{1}}}}}
Aquest resultat es pot aplicar de manera iterativa per tal de calcular les integrals el·líptiques incompletes utilitzant termes de les funcions elementals i de límits. Si definim les successions següents:
{\displaystyle k_{i}={\frac {2{\sqrt {k_{i+1}}}}{1+k_{i}}}\qquad \tan \varphi _{i}={\frac {\operatorname {sen} 2\varphi _{i+1}}{k+\cos 2\varphi _{i+1}}}}
Llavors tenim que:
{\displaystyle F(k_{0},\varphi _{0})={\sqrt {\frac {k_{1}k_{2}k_{3}\dots }{k_{0}}}}\int _{0}^{\Phi }{\frac {d\theta }{\sqrt {1-\operatorname {sen} ^{2}\theta }}}={\sqrt {\frac {k_{1}k_{2}k_{3}\dots }{k_{0}}}}\ln \tan \left({\frac {\pi }{4}}+{\frac {\Phi }{2}}\right)}
On:
{\displaystyle \Phi =\lim _{k\to \infty }\varphi _{k}}

## Integral el·líptica de segona espècie
Un cas particular de la integral el·líptica és la Integral el·líptica de segona espècie.

### Integral el·líptica completa de segona espècie
La integral el·líptica completa de segona espècie {\displaystyle E} es defineix com:
{\displaystyle E(x)=\int _{0}^{\pi /2}{\sqrt {1-x^{2}\operatorname {sen} ^{2}\theta }}\ d\theta =\int _{0}^{1}{\frac {\sqrt {1-x^{2}t^{2}}}{\sqrt {1-t^{2}}}}\ dt}
Les sèries de potències és una manera d'expressar les integrals el·líptiques de segona espècie: 
{\displaystyle E(x)={\frac {\pi }{2}}\sum _{n=0}^{\infty }\left({\frac {(2n)!}{2^{2n}(n!)^{2}}}\right)^{2}{\frac {x^{2n}}{1-2n}}}
que és equivalent a
{\displaystyle E(x)={\frac {\pi }{2}}\left(1-\left({\frac {1}{2}}\right)^{2}x^{2}-\left({\frac {1\cdot 3}{2\cdot 4}}\right)^{2}{\frac {x^{4}}{3}}-\left({\frac {1\cdot 3\cdot 5}{2\cdot 4\cdot 6}}\right)^{2}{\frac {x^{6}}{5}}-\dots \left({\frac {(2n-1)!!}{(2n)!!}}\right)^{2}{\frac {x^{2n}}{2n-1}}-\dots \right)}

#### Derivada i equació diferencial
{\displaystyle {\begin{aligned}&{\frac {dE(x)}{dx}}={\frac {E(x)-K(x)}{x}}\\&(x^{2}-1){\frac {d}{dx}}\left(x{\frac {dE(x)}{dx}}\right)=xE(x)\end{aligned}}}

### Integral el·líptica incompleta de segona espècie
La integral el·líptica incompleta de segona espècie és una funció de dues variables que generalitza a la integral completa:
{\displaystyle E(x,\varphi )=\int _{0}^{\varphi }{\sqrt {1-x^{2}\operatorname {sen} ^{2}\theta }}\;d\theta =\int _{0}^{\operatorname {sen} \varphi }{\frac {\sqrt {1-x^{2}t^{2}}}{\sqrt {1-t^{2}}}}\;dt}

## Integral el·líptica de tercera espècie
Una integral el·líptica de tercera espècie és un cas particular de la integral el·líptica. Sigui {\displaystyle 0<k^{2}<1}, la integral el·líptica completa de tercera espècie es defineix com:
{\displaystyle \Pi (n,k)=\int _{0}^{\frac {\pi }{2}}{d\theta  \over (1-n\operatorname {sen} ^{2}\theta ){\sqrt {1-k^{2}\operatorname {sen} ^{2}\theta }}}}
on  és una constant.{\displaystyle n}

### Aplicacions
Les integrals el·líptiques de tercera espècie apareixen de manera natural en la integració de les equacions de moviment d'un pèndol esfèric.